# Aeroportul Gunsan
Aeroportul Gunsan (IATA: KUV, ICAO: RKJK) este un aeroport din Gunsan, Jeolla de Nord, Coreea de Sud ce deservește zona Gunsan. Aeroportul a fost tranzitat în 2022 de 409.738 de pasageri. A fost numit după zona deservită.
Situat la o altitudine de 9 m, aeroportul dispune de o singură pistă.